# Хангиреев, Дарибай Хангиреевич
Дарибай Хангиреевич Хангиреев (1890—1938) — казахский советский политический, государственный деятель.

## Биография
Родился в 1890 году в 24-м ауле Илекского уезда Уральской области Российской империи в семье крестьянина и служащего. Казах, в анкете орготдела ВЦИК указал киргиз. Член Коммунистической партии с 1920 г.
В 1905 году окончил Илекское 2-х классное училище.
С 1906 по 1914 годы служил рассыльным, переводчиком, переплетчиком и писарем.
С 1914 по 1917 работал писарем, с 1917 по 1919 занимался хозяйством.
С февраля по май 1920 года работал инструктором НКВД КАССР.
Октябрь-ноябрь 1921 года — завотуправ Илекского УИКа НКВД КАССР.
Ноябрь 1921-май 1922 — завотуправ и заворготдел НКВД КАССР.
С сентября 1922 по сентябрь 1923 года начальник Кирмилиции Киргизской (Казахской) АССР и член коллегии НКВД КАССР.
Со 2 декабря 1923 года председатель Актюбинского губернского исполкома.
До марта 1925 года председатель Семипалатинского Губревкома-исполкома.
В мае — октябре 1925 года Нарком социального обеспечения КАССР.
1925—1927 — председатель союза «Кошчи».
1927—1928 — заместитель управляющего нефтяным промыслом Макат.
1928—1929 — помощник управляющего нефтяным промыслом Доссор в Гурьевском округе.
1929—1932 — заместитель управляющего трестом «Эмбанефть», г. Гурьев.
В марте — октябре 1932 года первый заместитель Наркома легкой промышленности КАССР.
В августе 1932 — июле 1933 года Нарком легкой промышленности КАССР.
1934 — ответственный секретарь Мангистауского райкома ВКП(б), форт Александровский.
23 сентября 1937 года арестован УНКВД по Гурьевской области. 2 марта 1938 года Военная Коллегия Верховного Суда СССР признала доказанным обвинение в преступлениях, предусмотренных статьями 58-2, 58-7, 58-8, 58-11 УК РСФСР и приговорил к высшей мере наказания. Расстрелян в день вынесения приговора. 19 февраля 1959 реабилитирован Военной коллегией Верховного Суда СССР: за отсутствием состава преступления.

## Общественная работа
- Участник волостных в 1920, уездных в 1920 и 1921, губернского в 1921, всеророссийского в 1924 году съездов Советов.
- Май-Июль 1921. Секретарь Уральского губисполкома.
- С 13 января 1924 член КирЦИКа.